# Vito Frazzi

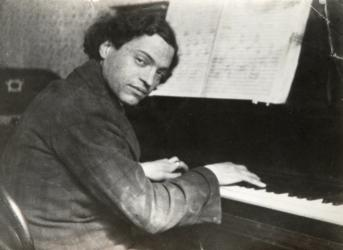
Vito Frazzi

Vito Frazzi (* 1. August 1888 in San Secondo Parmense; † 7. Juli 1975 in Florenz) war ein italienischer Komponist und Musikpädagoge.
Frazzi studierte am Konservatorium von Parma Orgel bei Arnaldo Galliera (bis 1909) und Komposition bei Italo Azzoni und Guido Alberto Fano (bis 1911). Ab 1912 unterrichtete er Klavier am Cherubini-Konservatorium von Florenz, ab 1924 Kontrapunkt und Harmonielehre. Von 1926 bis 1958 hatte er den Lehrstuhl für Komposition inne. Daneben gab er 1932 bis 1963 Kompositionskurse an der Accademia Musicale Chigiana in Siena. Zu seinen Schülern zählten u. a. Luigi Dallapiccola, Valentino Bucchi, Bruno Bettinelli, Angelo Francesco Lavagnino und Alberto Soresina.
Frazzi komponierte Opern und Schauspielmusiken, sinfonische Werke und Kammermusik, Chorwerke und Lieder. Außerdem bearbeitete und arrangierte er zahlreiche Opern italienischer Komponisten von Claudio Monteverdi bis Gaetano Donizetti.

## Werke
- L'usignolo e la rosa für Sinfonieorchester, 1911
- Sonata für Violine und Klavier, 1911
- Due canzoni für Sinfonieorchester, 1912
- Inno a Verdi für Chor und Orchester, 1919
- Toccata für Klavier, 1919
- Cicilia für Chor und Orchester, 1920
- Madrigale, 1921
- Quintetto für Streicher und Klavier, 1922
- I frugnolatori für Chor und Orchester
- Schauspielmusik zu Belinda e il mostro von Bruno Cicognani, 1927
- Risveglio mattutino für Violine und Klavier, 1928
- Chanson für Violine und Klavier, 1930
- Quartetto für Streicher, 1932
- La danzatrice amorosa für Klavier, 1932
- Il cavaliere für Stimme und Orchester, 1932
- Ninna nanna für Sopran und Instrumente
- Leggenda für Cello solo und Orchester, 1935
- Leggenda für Cello und Klavier, 1935
- Schauspielmusik zu La Tancia von Michelangelo Buonarotti, 1936
- Preludio magico für Sinfonieorchester, 1937
- Schauspielmusik zu La strega von Antonio Francesco Grazzini, 1939
- Re Lear, Oper, Libretto von Giovanni Papini nach William Shakespeare, Florenz 1939
- Il giardino chiuso, Oper, (Florenz 1939)
- L'ottava moglie di Barbablú, Oper, Florenz 1940
- Dialoghi - Proverbi - Sentenze für Sinfonieorchester, 1941
- La morte di Ermengarda, sinfonische Dichtung, 1945
- Largo, studio per Don Chisciotte, 1945
- Schauspielmusik zu Yo, el Rey von Bruno Cicognani, 1949
- Schauspielmusik zu Il diavolo tentato von Giovanni Papini, 1949
- Don Chisciotte, Oper nach Miguel de Cervantes, Florenz 1951
- Le nozze di Camaccio, Oper nach Miguel de Cervantes, 1950–55
- L'Astuto indovino, Balletto burlesco, 1953
- L'ascolto di Ponte Vecchio für Sinfonieorchester
- La canzone della nonna für Chor und Sopran
- Salmo 70 für vier Männerstimmen und Orgel
- Canti popolari für Stimme und Orchester